# Amt Rügenwalde
Das Domänenamt Rügenwalde, auch Rügenwalder Amt, war ein geographisch zusammenhängender historischer Verwaltungsbezirk außerhalb des Stadtgebiets von Rügenwalde in Hinterpommern. Gegen Ende des 18. Jahrhunderts bestand das Rügenwalder Amt aus  insgesamt 52 Dörfern und 14 Ackerwerken (Gutsbetrieben). Obwohl sich der  Verwaltungssitz zuletzt im Herzogsschloss von Rügenwalde befand, zählten die Stadt Rügenwalde selbst und die im Stadtgebiet liegenden Eigentumsdörfer Grupenhagen (heute polnisch Krupy), Rußhagen (Rusko), Sellen (Zielnowo), Schöningswalde (Sińczyca), Suckow und Zizow (Cisowo) nicht zum Rügenwalder Amt.
Das Rügenwalder Amt umgab das Stadtgebiet von Rügenwalde hufeisenförmig. Die westliche Grenze des Verwaltungsbezirks war die spätere Kreisgrenze Köslin/Schlawe mit dem ‚Gollen‘, einem markanten Hügel von 130 m Höhe (von den Einheimischen als ‚Berg‘ bezeichnet). Im Osten grenzte der Bezirk an den Kreis Stolp. Die südliche Grenze bildete die alte Handels- und Heerstraße Köslin–Schlawe–Stolp, die nördliche das Südufer der Ostsee.
Vor der Reformation hatte das Rügenwalder Amt aus 20 Dörfern bestanden. Im Zuge der Reformation kamen 26 Abteidörfer hinzu, die zuvor zum Kloster Buckow gehört hatten. Das Amt Rügenwalde wurde so zum größten Verwaltungsbezirk seiner Art in Hinterpommern. Um die Einkünfte zu erhöhen, wurde das gesamte Amt Rügenwalde 1723 unter der Regierung König
Friedrich Wilhelms I. einem Generalpächter übergeben, der zugleich die Aufgaben eines Rentmeisters wahrzunehmen hatte. Soweit sie nicht unentbehrlich waren, wurden die Beamten entlassen.
Nachdem die Pachtverträge mit dem Rügenwalder Amt 1804 ausgelaufen waren, wurden vier der 14 Staatsdomänen gegen einmalige Zahlung eines Geldbetrags in Erbpacht vergeben. Bei der Gelegenheit wurde die Dienstpflicht bisher im Vorwerk dienstpflichtiger Bauern aufgehoben. Das Erbstands-Geld betrug für Järshagen 8300 Taler, für Kugelwitz 5800 Taler, für Zwölfhufen 4110 Taler und für Alt Schlawe 8010 Taler.  Um die Schuldenlast abzubauen, wurde 1807 beschlossen, einen Teil der Domänen aufzuteilen oder an Landwirte oder Dorfgemeinden zu veräußern. Es entstanden so neue Dörfer wie Neu Järshagen oder Neu Kugelwitz.

## Vögte und Amtshauptleute
| - Jeroslaus (Vogt der Swenzonen), 1342 - Abraham Palow (Vogt der Swenzoen), 1344 - Henning Below, 1371 - Eckard von der Wolde, 1385, 1389 - Henning Sanitz, auch Sancz und Zaentze (Vogt, † 1436), um 1421 und vor 1431 - Klaus Sanitz, 1441 - Otto Massow, 1463 - Hans Massow, 1476, 1479 - Jürgen Kleist, 1486, 1493 - Michael Böhn, 1506 - Lütke Massow, 1508–Sommer 1528 - Jürgen Eickstedt, Sommer 1528–1530 - Nachfolger wahrscheinlich wieder Lütke Massow, 1530–1536 | - Paul Wobeser (Sohn von Marten Wobeser), 1536, 1539 - Lörentz Parsow (Amtsmann), um 1541 - Adrian Below, 1546–1552 - Hans Satspe, August 1552–ca. 1567 - Max Ramel, 1568–1574 - Jürgen Below († 1599 oder davor), 1575 - Joachim Döpke, 1602, 1605 - Benz Münchow, 1607, 1612 - Franz Böhn, 1621, 1623 - Nikolaus Below, 1623–1631 - Martin Maes (Amtsmann, zuvor Rentmeister in Bütow), 1631–1634 - Georg Krockow, 1634–1638 (oder bis Anfang 1639) - Franz von Güntersberg, 1639–1679 - Joachim von Carnitz (Regierungs- und Kammerrat), 1680–ca. 1700 - Kaspar Otto von Massow, 1701–1726 |